# Jimmy Walsh (Boxer)
Jimmy Walsh (* 18. November 1880 in Massachusetts, USA; † 23. November 1964) war ein US-amerikanischer Boxer im Bantamgewicht.

## Profikarriere
Im Jahre 1902 begann er erfolgreich seine Karriere. Am 20. Oktober 1905 boxte er gegen Digger Stanley um die universelle Weltmeisterschaft und siegte durch einstimmigen Beschluss. Diesen Gürtel verlor er am 21. Januar 1909 an Jimmy Reagan nach Punkten.
Im Jahre 1914 beendete er seine Karriere.